# Gepest!
Gepest! is een Nederlandse televisieserie, gepresenteerd door Peter van der Vorst die vanaf 5 mei 2011 wordt uitgezonden door RTL 4.

## Het programma
In 2011 werden 6 afleveringen afgewerkt en uitgezonden. In 2012 werd een tweede seizoen uitgezonden.
In elke aflevering gaat Peter van der Vorst naar mensen die tijdens hun schooltijd flink gepest zijn, en nemen ze dan contact op met de vroegere pesters, en regelen ze een afspraak in de oude school.

## Deelnemers

### Seizoen 1
- Aflevering 1: Mirelle Valentijn
- Aflevering 2: Yvonne Klein
- Aflevering 3: Mari van de Ven
- Aflevering 4: Barbara Tom
- Aflevering 5: André Verhoof
- Aflevering 6: Anita Wilson-Bekema

### Seizoen 2
- Aflevering 1: Wendy Zwiep
- Aflevering 2: Joyce
- Aflevering 3: Servie